# Betaald educatief verlof
Het betaald educatief verlof, ook wel kredieturen is in Vlaanderen een sociale verworvenheid voor werknemers die zich wensen bij te scholen.
Elke werknemer die een bijscholing, avondcursus, permanente vorming of beroepsgerichte training wil volgen, mag een aantal uren afwezig blijven van zijn werk zonder loonverlies. Het bekomen van betaald educatief verlof is een recht; er behoeft dus geen toestemming aan de werkgever gevraagd te worden als aan de wettelijke voorwaarden voldaan is:
- De gevolgde cursus moet erkend worden door het ministerie van arbeid.
- De werknemer heeft een contract van onbepaalde duur en werkt minstens 50% van een voltijdse baan.

Het aantal uren betaald educatief verlof neemt toe met het verloop van de cursus. Zo krijgt men voor een opleiding die drie jaar duurt het eerste jaar van de opleiding minder uren, het tweede jaar iets meer, en het derde jaar het maximum. In principe neemt de werknemer zijn uren op de dag dat de opleiding doorgaat; hij mag dus zijn werk vroeger verlaten om tijdig in de avondcursus te zijn. In overleg met de werkgever kan hij het echter het verlof ook opsparen om af en toe een volledige dag afwezig te zijn of zelfs een hele week (bijvoorbeeld rond de examenperiode van de cursus).